# Bonawentura Łempicki
Bonawentura Łempicki herbu Junosza – cześnik zakroczymski w latach 1768–1775, łowczy zakroczymski w 1766 roku, miecznik zakroczymski w 1761 roku, skarbnik zakroczymski w 1760 roku, komornik ziemski zakroczymski.
Był elektorem Stanisława Augusta Poniatowskiego w 1764 roku z ziemi zakroczymskiej. Członek konfederacji radomskiej w 1767 roku.